# Silver Convention
Silver Convention was een Duitse discogroep uit de jaren 70.
De groep werd opgericht in München door producers en liedjesschrijvers Sylvester Levay en Michael Kunze en behoort tot de eerste Euro-Disco acts. Silver was de bijnaam van Sylvester. In 1974 scoorden ze een hit in het Verenigd Koninkrijk met het nummer Save me. Omdat het oorspronkelijk een studiogroep was, werd vanaf dat moment gezocht naar zangeressen om ook op te kunnen treden.
Linda G. Thompson (Linda Übelherr), Penny McLean (Gertrude Wirshinger) en Ramona Wulf (Ramona Kraft) werden aangenomen. Silver Convention scoorde twee grote hits in de Verenigde Staten; Fly, Robin, Fly, waarvan de tekst slechts uit zes woorden bestond, stond drie weken op de eerste plek in de hitlijsten van 1975 en won in februari 1976 de Grammy Award voor beste instrumentale r&b-vertolking. De opvolger Get up and boogie (de eerste singel voorzien van eigen zang) stond drie weken op nummer twee in 1976.
De dames brachten tegelijktertijd ook solowerk uit. McLean had een hit met Lady Bump en Thompson met Ooh what a night. Wulf was al vanaf 1971 als schlagerzangeres actief en trad vaak op in het tv-programma "Die Hit-Parade". Verdere singles van de groep die op hun eerste successen verder borduurden werden slechts bescheiden hits.
Eind 1976 verliet Thompson de groep en werd vervangen door Rhonda Heath. In 1977 werd de band verkozen om deel te nemen aan het Eurovisiesongfestival met het lied "Telegram". De EBU schafte de vrije taalregel die sinds 1973 was ingevoerd af, maar omdat Duitsland en België al een Engelstalig lied gekozen hadden werd de maatregel weer teruggetrokken. Het trio werd achtste en bereikte nog de top 30 van de hitparade, het was echter het einde van de groep.
Rhonda Heath zong in 1985 als backing vocal voor Oostenrijk en in 1994 bij de Duitse kandidaten.
Silver Convention inspireerde de Nederlandse producer Hans van Hemert tot het oprichten van de populaire groep Luv. Wat echter minder echte disco was maar meer party muziek.
1956: Freddy Quinn + Walter Andreas Schwarz · 
1957: Margot Hielscher · 
1958: Margot Hielscher · 
1959: Alice & Ellen Kessler · 
1960: Wyn Hoop · 
1961: Lale Andersen · 
1962: Conny Froboess · 
1963: Heidi Brühl · 
1964: Nora Nova · 
1965: Ulla Wiesner · 
1966: Margot Eskens · 
1967: Inge Brück · 
1968: Wenche Myhre · 
1969: Siw Malmkvist · 
1970: Katja Ebstein · 
1971: Katja Ebstein · 
1972: Mary Roos · 
1973: Gitte · 
1974: Cindy & Bert · 
1975: Joy Fleming · 
1976: Les Humphries Singers · 
1977: Silver Convention · 
1978: Ireen Sheer · 
1979: Dschinghis Khan · 
1980: Katja Ebstein · 
1981: Lena Valaitis · 
1982: Nicole · 
1983: Hoffmann & Hoffmann · 
1984: Mary Roos · 
1985: Wind · 
1986: Ingrid Peters · 
1987: Wind · 
1988: Maxi & Chris Garden · 
1989: Nino de Angelo · 
1990: Chris Kempers & Daniel Kovac · 
1991: Atlantis 2000 · 
1992: Wind · 
1993: Münchener Freiheit · 
1994: Mekado · 
1995: Stone & Stone · 
1997: Bianca Shomburg · 
1998: Guildo Horn & Die Orthopädischen Strümpfe · 
1999: Sürpriz · 
2000: Stefan Raab · 
2001: Michelle · 
2002: Corinna May · 
2003: Lou · 
2004: Max · 
2005: Gracia · 
2006: Texas Lightning · 
2007: Roger Cicero · 
2008: No Angels · 
2009: Alex Swings Oscar Sings · 
2010: Lena Meyer-Landrut · 
2011: Lena Meyer-Landrut · 
2012: Roman Lob · 
2013: Cascada · 
2014: Elaiza · 
2015: Ann Sophie · 
2016: Jamie-Lee Kriewitz · 
2017: Levina · 
2018: Michael Schulte · 
2019: S!sters · 
2021: Jendrik Sigwart · 
2022: Malik Harris · 
2023: Lord of the Lost · 
2024: Isaak · 
2025: Abor & Tynna